# حسن اکبر
حسن اکبر (۱۲۸۹ رشت - ۱۳۵۷) نماینده مجلس شورای ملی و سناتور و از نزدیکان به محمدرضا شاه پهلوی بود.

## خانواده و تحصیلات
پدرش صادق خان سردار معتمد وزیر، وکیل و حکمران دوره قاجار و پهلوی بود. تحصیلات ابتدایی و متوسطه را در رشت به پایان برد و به اروپا رفت اما نتوانست از هیچ دانشگاهی درجه علمی بگیرد. تا اینکه سرانجام از دانشگاه تهران در رشته حقوق سیاسی فارغ‌التحصیل شد. او به زبان‌های فرانسه و روسی مسلط بود.

## نمایندگی و سناتوری
حسن اکبر با رسیدن به سی سالگی که حداقل سن برای نمایندگی مجلس بود، در سال ۱۳۲۰ نامزد نمایندگی از بندر پهلوی شد. نماینده بندر پهلوی در آن تاریخ، قائم‌مقام‌الملک رفیع بود که مغضوب رضا شاه و زندانی و از میدان رقابت انتخاباتی به در شده بود. اکبر به دوره سیزدهم مجلس شورای ملی راه یافت که مدت کوتاهی پس از اشغال ایران و کناره‌گیری رضا شاه از قدرت آغاز شد.
در انتخابات دوره بعد مجلس که از قائم‌مقام‌الملک رفیع اعاده حیثیت شد و او خود را بار دیگر نامزد نمایندگی از بندر پهلوی کرد، حسن اکبر در حوزه انتخابیه فومن نامزد شد و به مجلس رفت. دوره‌های پانزدهم و شانزدهم نیز نماینده رشت شد. در سال ۱۳۳۲ به مجلس سنا رفت و تا پایان عمر که در آستانه انقلاب به بیماری سرطان گذشت، شش دوره سناتور گیلان بود.

## زندگی شخصی
حسن اکبر از مالکان درجه اول گیلان بود، ولی پس از اجرای قانون اصلاحات ارضی املاکش تقسیم شد. او مردی شوخ‌طبع، بذله‌گو، محافظه‌کار و بی‌آزار توصیف شده که کمک به مردم از خصوصیات ذاتی‌اش بود، در خوشگذرانی و سرگرمی افراط می‌کرد؛ به طوری که جان خود را بر سر افراط در استعمال مواد مخدر گذاشت. از دوستان شبانه محمدرضا شاه و در بازی پوکر، پای ثابت بود.
اکبر با ویکتوریا مسعود فرزند صارم الدوله پسر ظل السلطان و نوه ناصرالدین شاه ازدواج کرد.